# Anisodes demissaria
Anisodes demissaria är en fjärilsart som beskrevs av Walker 1863. Anisodes demissaria ingår i släktet Anisodes och familjen mätare. Inga underarter finns listade i Catalogue of Life.